# Hamsun - hero and traitor
Hamsun - hero and traitor er en dansk dokumentarfilm fra 1996.

## Handling
Denne artikel mangler et handlingsreferat. Hjælp os med at skrive det.

## Medvirkende
- Max von Sydow